# Biłka (obwód sumski)
Biłka (ukr. Білка) – wieś na Ukrainie, w obwodzie sumskim, w rejonie ochtyrskin, w hromadzie Trościaniec. W 2024 liczyła 1199 mieszkańców, spośród których 1198 wskazało jako ojczysty język ukraiński, a 1 osoba się nie zadeklarowała.

## Urodzeni
- Iwan Smijan